# The Manacles
The Manacles är ett rev med ett antal klippor, några synliga vid lågvatten, i Storbritannien.   De ligger i England, i den södra delen av landet, 400 km väster om huvudstaden London. Närmaste större samhälle är Falmouth, 12 km norr om The Manacles.